# Miconia purulensis
Miconia purulensis är en tvåhjärtbladig växtart som beskrevs av John Donnell Smith. Miconia purulensis ingår i släktet Miconia och familjen Melastomataceae.
Artens utbredningsområde är Guatemala. Inga underarter finns listade i Catalogue of Life.